# Lill-Babs
Lill-Babs, volledige naam Barbro Margareta Svensson (Järvsö, 9 maart 1938 – Stockholm, 3 april 2018), was een Zweeds zangeres.

## Loopbaan

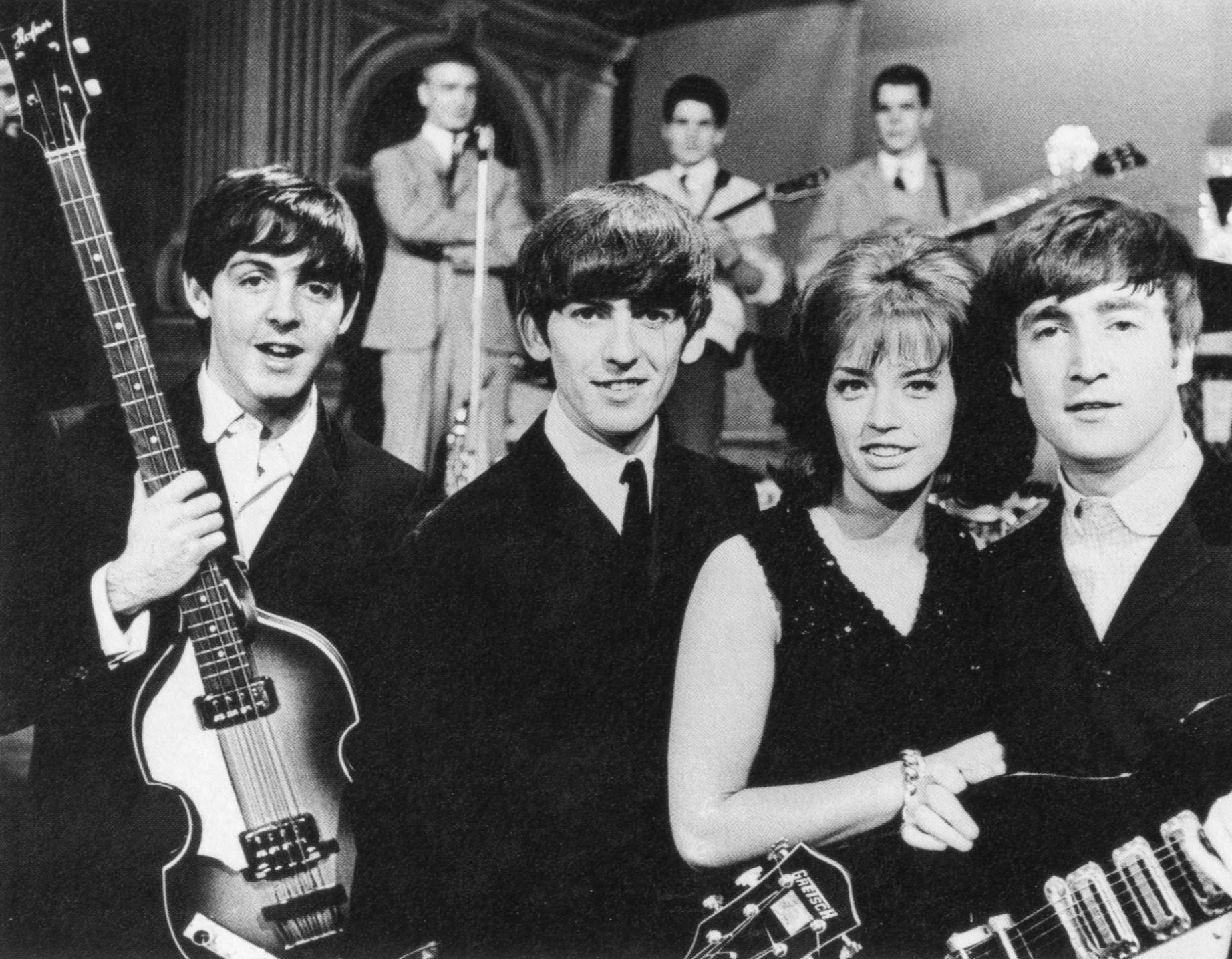
Lill-Babs in 1963 met Paul McCartney, George Harrison en John Lennon

Op 15-jarige leeftijd werd ze door de orkestleider en platenproducent Simon Brehm ontdekt op de radio en mocht ze audities gaan doen. In 1954 nam ze haar eerste plaat op, Min mammas boogie. Ze had veel succes, maar haar carrière werd onderbroken door zwangerschap. Terug naar haar oude werk kon ze niet, want Simon Brehm had al een zangeres gevonden. Toen ze opnieuw succes kreeg, vroeg Brehm haar terug. Lill-Babs werd een van de bekendste zangeressen van Zweden en speelde ook in films en televisieseries. In 1959 had ze een grote hit met het door Stig Anderson geschreven Är du kär i mej ännu, Klas-Göran? (in Nederland bekend als Hou je echt nog van mij, Rocking Billy? van Ria Valk). Ze werd in de jaren zestig ook in Duitsland zeer bekend.
In 1960 en 1961 deed ze mee aan Melodifestivalen als aanloop naar het Eurovisiesongfestival. Beide pogingen leken vergeefs, maar toen Siw Malmkvist, die in 1961 het Melodifestival had gewonnen met April, april, telkens de slappe lach kreeg bij een fluitpassage, verkoos de Zweedse omroep haar thuis te laten. Ze stuurden alsnog Lill-Babs, die 14e werd met 2 punten. Ook deed ze in Noorwegen mee aan de Melodi Grand Prix. In 2017 kreeg ze een plek in de Swedish Music Hall of Fame.
De eerste dochter van Lill-Babs werd geboren in 1955. Ze was van 1965 tot 1968 getrouwd met de zanger Lasse Berghagen. In 1966 kregen ze een dochter. Daarna was ze van 1969 tot 1973 getrouwd met de Noorse voetballer Kjell Kaspersen, met wie ze in 1969 een derde dochter kreeg. In 1996 publiceerde ze haar autobiografie Hon är jag ("Haar ben ik").
Ze speelde Gugge in Bonusfamiljen, de laatste reeks waarin ze een rol kreeg. Haar vrij onverwachte dood heeft ervoor gezorgd dat het script aangepast moest worden. Ook in de reeks moest ze dus overlijden, vroeger dan oorspronkelijk voorzien was.
Ze leed aan kanker, toen ze op 80-jarige leeftijd stierf aan een hartstilstand.

## Discografie

### Singles
- 1961: Wo finde ich den Mann? / Heut' Nacht im Sternenschein (als Lil Babs)
- 1961: Amore, Amore, Amore / Good-Bye Cowboy (als Lil Babs)
- 1961: Yes, Mister Superman / Aber Du (als Lill Babs)
- 1962: Blue Boy / Heja, heja ein Sombrero (als Lill Babs, Label Nur Die)
- 1962: Das macht die Liebe / Weil es so schön ist bei Dir (als Lil Babs met Peter Kraus)
- 1962: Wir jungen Leute / Tschau, Tschau – Auf Wiederseh'n (met Ted Herold)
- 1962: Holl-Dolly-Day / Das weiß sogar der kleinste Spatz
- 1963: Glaub' an mich / Daß ich Dich liebe
- 1963: Baby, laß Deine Sorgen Sorgen sein / Kleines Schiff auf großer Reise
- 1963: Noch einmal und noch einmal / Belle Mademoiselle
- 1964: Sonne, Pizza und Amore / Mein Liebling ist mir treu (met Peter Kraus)
- 1964: Wow Wow Wee / Hand auf's Herz, Mon Ami
- 1965: So sind alle Männer / Doch dann kam Rosamaria
- 1965: Hopsassa / Wer hat meinen Jo geseh'n?
- 1966: Weekend und Sonne / Andere sind genauso lieb wie Du
- 1976: Willkommen auf Erden / Schlaf ein mein Kind

### Albums
- 1962: Splorr
- 1964: Svensson hyllar Alpertsson
- 1967: Lill-Babs
- 1968: Lill-Babs
- 1971: Välkommen till världen
- 1972: Jag ska sjunga för dig
- 1973: Hurra hurra
- 1975: Det våras för Barbro
- 1976: Lev mänska lev
- 1977: På scen
- 1979: Till mina vänner
- 1982: Lill-Babs i en show av Lars Forssell
- 1982: Det är ju min show!
- 1984: Barbro
- 1998: Who's Sorry Now
- 2005: Här är jag

## Filmografie
- 1956: Suss gott
- 1959: Fly mej en greve
- 1961: Svenska Floyd
- 1962: En nolla för mycket
- 1965: Pang i bygget
- 1965: Calle P
- 1989: Imorron och imorron och imorron
- 1990: Vem tar vem (tv-show)
- 1998: Mulan (als stemacteur en zangeres)
- 2002: Rederiet (gastrol)
- 2012: Den sista dokusåpan
- 2017: Bonusfamiljen (tv-serie)

1958: Alice Babs · 
1959: Brita Borg · 
1960: Siw Malmkvist · 
1961: Lill-Babs · 
1962: Inger Berggren · 
1963: Monica Zetterlund · 
1965: Ingvar Wixell · 
1966: Lill Lindfors & Svante Thuresson · 
1967: Östen Warnerbring · 
1968: Claes-Göran Hederström · 
1969: Tommy Körberg · 
1971: Family Four · 
1972: Family Four · 
1973: Nova · 
1974: ABBA · 
1975: Lasse Berghagen · 
1977: Forbes · 
1978: Björn Skifs · 
1979: Ted Gärdestad · 
1980: Tomas Ledin · 
1981: Björn Skifs · 
1982: Chips · 
1983: Carola · 
1984: Herreys · 
1985: Kikki Danielsson · 
1986: Lasse Holm & Monica Törnell · 
1987: Lotta Engberg · 
1988: Tommy Körberg · 
1989: Tommy Nilsson · 
1990: Edin-Ådahl · 
1991: Carola · 
1992: Christer Björkman · 
1993: Arvingarna · 
1994: Marie Bergman & Roger Pontare · 
1995: Jan Johansen · 
1996: One More Time · 
1997: Blond · 
1998: Jill Johnson · 
1999: Charlotte Nilsson · 
2000: Roger Pontare · 
2001: Friends · 
2002: Afro-Dite · 
2003: Fame · 
2004: Lena Philipsson · 
2005: Martin Stenmarck · 
2006: Carola · 
2007: The Ark · 
2008: Charlotte Perrelli · 
2009: Malena Ernman · 
2010: Anna Bergendahl · 
2011: Eric Saade · 
2012: Loreen · 
2013: Robin Stjernberg · 
2014: Sanna Nielsen · 
2015: Måns Zelmerlöw · 
2016: Frans · 
2017: Robin Bengtsson · 
2018: Benjamin Ingrosso · 
2019: John Lundvik · 
2021: Tusse · 
2022: Cornelia Jakobs · 
2023: Loreen · 
2024: Marcus & Martinus · 
2025: KAJ
- Gemeinsame Normdatei: 1155507827
- International Standard Name Identifier: 0000 0000 5472 2958
- KulturNav: 678c4491-9c36-4b1e-aac6-4b114b5a4c54
- Library of Congress Control Number: n2013004840
- MusicBrainz: 790fecd6-0fcc-4c74-a5fd-3ba400a98d16
- LIBRIS: 203743
- Virtual International Authority File: 67263586
- WorldCat: E39PCjG8w6kGCBqgrBP9k6HxKq